# Teorie dvojí pravdy
Teorie „dvou pravd“ je jedno z řešení otázky o vztahu rozumu a víry, filozofie a teologie. Učení „dvojakosti pravdy“ znamená, že existuje zjevená náboženská pravda a pravda rozumu, které prý mohou existovat vedle sebe, neboť jedna je prý věcí víry, druhá záležitostí vědění. Tato teorie předznamenávala rozchod filosofie a teologie, který během 17. století vyústil do nezávislosti přírodních věd na biblickém obrazu světa.
Začátkem tohoto směru bylo učení Averrovo. Pravda filozofie a pravda náboženství podle Averroova učení si navzájem neodporují, protože náboženství předepisuje člověku, jak má jednat, filozofie postihuje absolutní pravdu. Podle Averroova učení musí filozofie a náboženství v principu a konečném závěru vést k téže pravdě. Ale náboženství, jež je určeno pro „dav“, se zakládá na autoritě zjevení a zahaluje pravdu do obrazné, alegorické formy. Filozofie, srozumitelná pouze pro nemnohé, chápe čistou filozofickou spekulací pravdu v adekvátní formě. Masám je nutno ponechat víru, neboť "drží dav na uzdě“.
Obširně je učení „dvojí pravdy“ vypracováno v averroismu, zvláště u Sigera Brabantského. Latinští následovníci Ibn Rušda bojovali za nezávislost vědeckofilozofického poznání na jeho kontrole teologií (a náboženstvím), i když neodmítali ani náboženství, ani teologii. Odtud vyplývalo, že latinští averroisté uznávali nutnost rozporů mezi pravdou filozofie na jedné straně a pravdou náboženskou na straně druhé. Uznání podobných rozporů se stalo zvláštní formou teorie dvojí pravdy.
Teorie „dvou pravd“ se stala velmi populární v tehdejší filozofii. Tato teorie, podrývající základy náboženské ideologie středověké filozofie, se definitivně upevnila ve škole Viléma Occama. Pátý lateránský koncil odsoudil učení o dvojí pravdě.